# Antelao
L'Antelao est un sommet des Alpes culminant à 3 264 m, dans les Dolomites, en Italie (Vénétie). Deuxième plus haut sommet du massif, il est également surnommé le « roi des Dolomites », en rapport à la Marmolada, qui en est « la reine » (bien qu'éloignée d'une trentaine de kilomètres) et point culminant du massif.

## Géographie

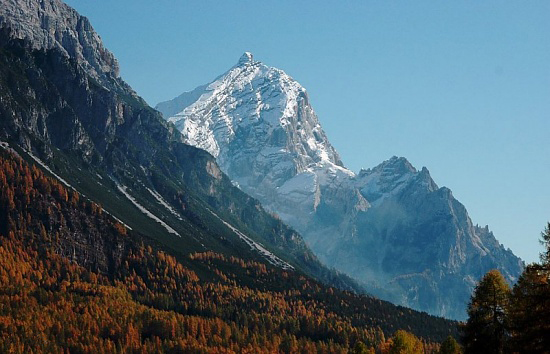
L'Antelao vu de Cortina d'Ampezzo (nord-ouest).

L'Antelao est le plus haut sommet et le symbole de l'ensemble de la région du Cadore. C'est un imposant tétraèdre, articulé en gorges et cheminées verticales sur chacune de ses faces. L'Antelao comprend deux glaciers, le Superiore (également appelé Orientale, deuxième en extension dans les Dolomites) et l'Inferiore (également connu sous le nom d'Occidentale) séparés l'un de l'autre par un affleurement rocheux qui s'avance vers le val d'Oten. Ils sont en forte régression : en 2010 le Superiore avait une superficie de 27 hectares, le second de seulement 14 et certaines projections scientifiques prédisent leur disparition totale au cours du XXIe siècle. Le Superiore a vu son front se retirer de 106 m au cours de la période 1981-2009, et l'Inferiore de 109 m au cours de la même période. Leur réduction apparaît également frappante à la lumière de leur description donnée par Antonio Berti.
Les deux glaciers sont situés presque exclusivement dans la municipalité de Calalzo di Cadore. Un troisième glacier, le Cianpestrin, a complètement disparu.
Le versant sud est caractérisé par le Valón dell'Antelao, très escarpé et profond, clairement visible depuis le Monte Rite. Deux vallées descendent du nord-est, sillonnées par des rivières glaciaires : le haut val d'Oten et le val Antelao, avec ses pâturages luxuriants. Souvent le sommet, même par temps clair, est couvert de nuages horizontaux ou, comme disent les cadorini, l'Antelao fume une pipe.

## Premières ascensions
- 1860 : arête nord par Matteo Ossi, chasseur de San Vito di Cadore.
- 1863 : première ascension touristique de la voie normale par Paul Grohmann et Matteo Ossi.
- 8 août 1886 : versant nord-est de la Forcella Menini (Ghiacciao Superiore) et versant sud-est par Carlo Carrara, David Menini, Giuseppe Pordon et Silvestro Zandegiacomo.
- 13 août 1892 : arête ouest par Emil Artmann et Joseph Innerkofler.
- 16 août 1898 : paroi sud par Antonio Dimai, Michel Innerkofler, John Swinnerton Phillimore, Zaccaria Pompanin et Arthur Guy Sandars Raynor.
- Août 1941 : paroi sud classique par Antonio Betella et Gastone Scalco.

## Alpinisme
- Arête nord - voie normale (PD+).
- Spigolo ouest (TD).
- voie Betella-Scalco en paroi sud (ED).

## Accès
- Refuge Scotter (1 580 m).
- Refuge San Marco (1 823 m).
- Refuge Galassi (2 018 m).
- Refuge Antelao (1 796 m).